# Teodor Valsamon
Teodor Valsamon je bio kanoničar i patrijarh Antiohijske crkve.

## Život
Rodio se u drugoj polovini XII veka u Carigradu, a umro je posle 1195 godine. Pisao je i radio je u vreme dvojice imperatora: Manojla I Komnina (1143 - 1180) i Isaka II Anđela (1185-1195). Prilikom svojih tumačenja ostavio je dosta podataka o sebi. Kao đakon zauzimao je visoke položaje nomofilaksa i hartofilaksa carigradske crkve. Zahvaljujući ovim službama on je stekao bogato iskustvo i upoznao kanone i građanske zakone. Zbog toga su mu se često obraćali za razrešenje mnogih pitanja.
Isak Anđel je nameravao da za carigradskog patrijarha dovede Teodora Valsamona, ceneći njegovu obrazovanost, ali je promenio odluku, pa je na patrijaršijski tron u Carigradu doveo jerusalimskog patrijarha Dositeja, umesto carigradskog patrijarha Leontija, koji je lišen patrijaršijskog trona. Car je sumnjao u kanoničnost premeštaja, pa se obratio Valsamonu za pomoć. Godine 1193. godine Valsamon postaje Antiohijski patrijarh. Nasleđuje patrijarha Hristofora koji je otrovan od strane krstaša u čijim rukama se nalazila Antiohija. U nemogućnosti da se nastani u sedištu svoje patrijaršije, Valsamon upravlja antiohijskom patrijaršijom iz Carigrada.

### Povod za pisanje tumačenja kanona
U mitropoliji amasijskoj bila je upražnjena jedna eparhija. Patrijarh Mihailo III Anhijal (1169-1177) tri puta je pismeno upozorio amasijskog mitropolita Leontija o obavezi da popuni upražnjenu eparhiju. Leontije to nije učinio. Zbog toga je patrijarh doneo odluku da mimo volje mitropolta popuni upražnjenu eparhiju, pozivajući se na prvu glavu 123. Justinijanove novele. Mitropolit je prigovarao na patrijarhovu odluku i istu odbio prigovarajući da je kanonski neosnovana, s obrazloženjem da navedena 123. glava Justinijanove novele nije ušla u Vasilike, pa zbog toga nije pravno valjana.
Patrijarh brani svoj stav i tvrdi da je za Crkvu obavezan Nomokanon u koji je ta novela uneta u svoje vreme, a Nomokanon je u crkvi priznat kao sveta knjiga. Mitropolit Leontije se žalio caru i senatu, koji su odlučili da je mitrpolit u pravu, i da u Nomokanonu važe samo oni državni zakoni koji su uneti u Vasilike. Tako je ovaj spor između patrijarha i mitropolita bio povod da se zatraži od Valsamona da napiše tumačenja na nomokanon. O ovom događaju postoji svedočanstvo samog Valsamona u tumačenju devete glave Nomokanona.

## Rad
Valsamon je pred sobom postavio težak zadatak: da pokaže koji zakoni (koji se nalaze u Nomokanonu) važe, zbog toga što se nalaze i u Vasilikama, i koji su to, zakoni koji nemaju pravnu snagu, jer se ne nalaze u Vasilikama. Valsamon je počeo pisati tumačenja između 1163 . и 1177. Prvobitna tumačenja pojedinih kanona je dopunjavao i proširivao, o čemu i sam svedoči. Tamo gde je to činio obeležavao je izrazom έτερον σχόλιον (drugo tumačenje).
U svojim tumačenjima oštro je kritikovao Rimokatoličku crkvu, pišući o papstvu i nepravoslavnim običajima tamo uvedenim. Ponekad je, ali ne oštro, ukazivao i na antikanonske pojave u praksi Carigradske patrijaršije. U poređenju sa Zonarom,Valsamon nije imao toliko smelosti i objektivnosti. Ponegde je pisao da ugodi caru ili patrijarhu, pa čak i svojim ličnim interesima. U odnosu na Aristina i Zonaru, Valsamon je bio u prednosti, zato što je imao njihova tumačenja, koja je po potrebi dopunjavao.
Srpski poznati kanonolog Čedomilj Mitrović govori: ,,Stopivši se tako sa tekstom kanona komentari grčkih kanonista su postali izvor crkvenog prava".